# Leroy Carr
Leroy Carr (Nashville, 27 maart 1905 - Indianapolis, 29 april 1935) was een Amerikaanse bluesmuzikant (zang, piano). Carr werd vooral bekend samen met zijn langjarige partner, de gitarist Scrapper Blackwell, met wie hij als duo optrad en opnamen maakte.

## Biografie
In zijn jonge jaren verhuisde Carr van Nashville naar Indianapolis, waar hij zichzelf het pianospel leerde. Hij verliet de school om zich op de straat te behelpen. Aangezien de muziek niet genoeg opleverde, moest hij de meest verscheidene baantjes aannemen. Zo was hij ook bij het circus en in het leger. Hij was ook meerdere malen getrouwd.
In 1928 maakten Carr en Blackwell de eerste opnamen bij Vocalion, waaronder de hit How Long How Long Blues. In de jaren tot Carrs overlijden behoorde het duo tot de populairste bluesvertolkers in de Verenigde Staten en namen ze talrijke bluesklassiekers op. Naast How Long... telden nog Alabama Woman Blues, Midnight Hour Blues, Blues Before Sunrise, Hurry Down Sunshine, Shady Lane Blues en veel andere. 
Leroy Carr telt als componist van meer dan 200 bluesnummers, waaronder How Long How Long Blues (later ook opgenomen door T-Bone Walker en Eric Clapton), We're Gonna Rock You (bewerkt door Memphis Slim), Naptown Blues (verjazzd door Wes Montgomery), Prison Bound Blues, When The Sun Goes Down, Blues Before Sunrise en veel meer. Alleen al voor How Long How Long Blues hanteert de AllMusic-gids 497 treffers. Hij beïnvloedde talrijke muzikanten, waaronder grootheden als Robert Johnson, Otis Spann en Champion Jack Dupree.

## Overlijden
Carr bezweek onder de verleiding van de alcohol. Zijn alcoholverslaving leidde uiteindelijk in april 1935 tot zijn vroegtijdige dood. Leroy Carr werd 30 jaar. In 1982 werd Leroy Carr opgenomen in de Blues Hall of Fame.

## Discografie

### Albums
- 1958: Treasures of North American Negro Music Vol. 1 (Fontana)
- 1962: Blues Before Sunrise (Sony Music) distributie met Scrapper Blackwell en Josh White
- 1963: Treasury of Jazz Series No. 32 (RCA Records)
- 1965: RCA Victor Race Series Vol. 2
- 1971: Masters of the Blues Vol. 12 (Collector's Classics)
- 1973: Singin' the Blues, 1934 (Biograph Records)
- 1987: Great Piano-Guitar Duets (1929-1935) (Old Tramp)
- 1988: Naptown Blues (1929-1934) (Yazoo Records)
- 1988: Leroy Carr 1929-1934 (Document Records)
- 1989: Leroy Carr & Scrapper Blackwell (1930-1958) (Story of the Blues)
- 1990: The Piano Blues 1930-1935 (Magpie Records, VK)
- 1992: Complete Recorded Works, Vol. 1 (1928-1929) (Document Records)
- 1992: Complete Recorded Works, Vol. 2 (1929-1930) (Document Records)
- 1992: The Piano Blues, Vol. 2 (Magpie Records, VK)
- 1993: Leroy Carr And Scrapper Blackwell Story Of Blues
- 1994: Complete Recorded Works, Vol. 3 (1930-1932) (Document Records)
- 1994: Southbound Blues (Drive)
- 1995: Hurry Down Sunshine (Indigo)
- 1996: Complete Recorded Works, Vol. 4 (1932-1934) (Document Records)
- 1996: Complete Recorded Works, Vol. 5 (1934) (Document Records)
- 1996: Complete Recorded Works, Vol. 6 (1934-1935) (Document Records)
- 1996: Leroy Carr & Black Boy Shine (1934-1937) (Document Records)
- 1996: Unissued Test Pressings & Alternate Takes (1934-37) (Document Records)
- 1998: How Long Blues 1928-1935 (EPM)
- 1998: Sloppy Blues (Catfish)
- 1998: American Blues Legend (Charly Records)
- 1999: Sloppy Drunk (Catfish)
- 2000: Leroy Carr & Scrapper Blackwell (1929-1935) (Story of the Blues)
- 2003: The Essential (Classic Blues)
- 2004: Prison Bound Blues (Snapper Music)
- 2004: Whiskey Is My Habit, Women Is All I Crave: The Best of Leroy Carr (Columbia Records/Legacy Recordings)
- 2005: 1934-1937 (Document Records)
- 2007: Hurry Down Sunshine (Cadiz Music)
- 2008: Vol. 1, 1928-1934: How Long Blues (JSP Records)
- 2008: How Long How Long Blues (Wolf Records)
- 2008: Roots n' Blues: Best of Leroy Carr, Vol. 1 - Whiskey Is My Habit (Blue Label)
- 2008: Roots n' Blues: Best of Leroy Carr, Vol. 2 - Good Women Is All I Crave (Blue Label)

### Singles (selectie)
- 1928: How Long How Long Blues - My Own Lonesome Blues (Vocalion)
- 1928: Broken Spoke Blues - Tennessee Blues (Vocalion)
- 1928: Mean Old Train Blues - Low Down Dirty Blues (Vocalion)
- 1928: Truthful Blues - You Got To Reap What You Sow (Vocalion)
- 1928: How Long How Long Blues Part 2 - Prison Bound Blues (Vocalion)
- 1928: Baby Don't You Love Me No More - Tired Of Your Low Down Ways (Vocalion)
- 1928: How Long How Long Blues - Part 3 - You Don't Mean Me No Good (Vocalion)
- 1929: How About Me? - Think Of Me Thinking Of You (Vocalion)
- 1935: When The Sun Goes Down - Ain't It A Shame (Vocalion)
- 1935: Rocks In My Bed - Big Four Blues (Vocalion)
- 1935: Bad Luck All The Time - Just A Rag (Vocalion)
- 1935: Going Back Home - Six Cold Feet In The Ground (Vocalion)

- Bibliothèque nationale de France: cb13944231r (data)
- CiNii: DA18524340
- Gemeinsame Normdatei: 134776771
- International Standard Name Identifier: 0000 0000 7142 598X
- Library of Congress Control Number: n91063224
- Nationale Bibliotheek van Letland: 000115253
- MusicBrainz: a988fdd4-0499-477c-8ddc-355514e47d32
- Nationale Bibliotheek van Tsjechië: jo20241241669
- SNAC: w62q0dhc
- Système universitaire de documentation: 14567035X
- Virtual International Authority File: 27257096
- WorldCat: E39PBJhRH8H9DMyx3JcdMMFVG3